# David Alexander Laurance Mackenzie
David Alexander Laurance Mackenzie, britanski general, * 1897, † 1976.